# على صفيح ساخن (مسلسل)
على صفيح ساخن مسلسل سوري عرض في شهر رمضان 2021

## قصة العمل
تدور أحداثه في العاصمة دمشق عائلة سورية تتكون من ثلاثة أخوة هلال هند وهاني يهاجرون إلى ألمانيا هربا من الحرب لكن يعودون للعيش في سوريا وخالهم الطاعون تاجر النفايات ولديه عصابة تتاجر في النفايات مع وجود عصابات أخرى تتصارع للكسب 

## الممثلون
- سلوم حداد (زهير الطاعون)
- باسم ياخور (هلال)
- سمر سامي (شمس)
- أمل بوشوشة (هند الحجار)
- ميلاد يوسف (هاني )
- عبدالفتاح المزين (الأغا)
- عبدالمنعم عمايري (أبو كرمو)
- نظلي الرواس (أم كرمو)
- يامن حجلي (عياش)
- علياء سعيد (ريما )
- شادي الصفدي (حازم )
- وائل زيدان
- يزن خليل
- سليمان رزق(رواد)
- جنى العبود(تمارا ابنة الطاعون)